# Titof
Ne doit pas être confondu avec Titoff ou Titeuf.
Titof (diminutif du prénom Christophe), né le 5 octobre 1973 à Lunéville, est un acteur et réalisateur français de films pornographiques qui a participé à plus de 80 films depuis ses débuts dans le X en 1999. Il est l'un des rares hommes bisexuels du X français.

## Biographie
C'est grâce à son ami Sebastian Barrio, lui aussi acteur pornographique, qu'il a été invité sur un plateau de tournage. Un acteur ayant une défaillance lors du tournage d'une scène, on a proposé à Titof de le remplacer.
Sa bisexualité l'a amené à jouer dans des productions tant hétérosexuelles qu'homosexuelles. En effet, en plus de films X destinés à un public hétérosexuel, Titof a également produit et réalisé deux films pornographiques gay intitulés Titouch et Titouch 2, dans lesquels il joue autant le rôle du partenaire actif que du partenaire passif. Il a également joué dans quatre autres films gays pour Hervé Bodilis, dont Christophe, Titof, pompier en service, Permission à Paris et Titof and the College Boys. Pendant une courte période, en 2001, il a présenté le magazine Gayprime sur la chaîne XXL.
Dans les productions hétérosexuelles, Titof, le Mister just one ball (« Monsieur couille unique » en anglais), tient souvent un rôle romantique[réf. nécessaire]. Dans la version intégrale du film Élixir, de John B. Root, il interprète une scène dans laquelle, travesti en femme, il est pénétré avec un godemichet par l'actrice Loulou, elle-même travestie en homme.
Titof a joué un petit rôle dans le film de Virginie Despentes sorti en 2000, Baise-moi, ainsi que dans Le Pornographe de Bertrand Bonello, où il interprète une scène avec Ovidie.
Il a été le compagnon des actrices X Ksandra et Asian Shan.

## Filmographie partielle

### Pornographique
- 1999 : Christophe d'Hervé Bodilis

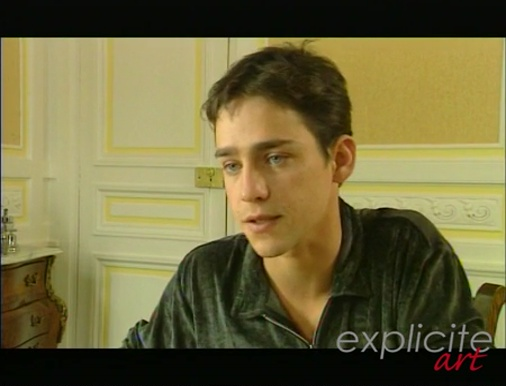
Titof dans une scène du film Le Principe de plaisir (1999).

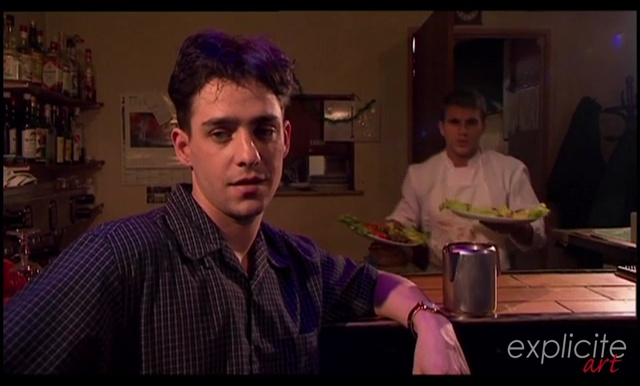
Titof dans une scène du film XYZ (2000).

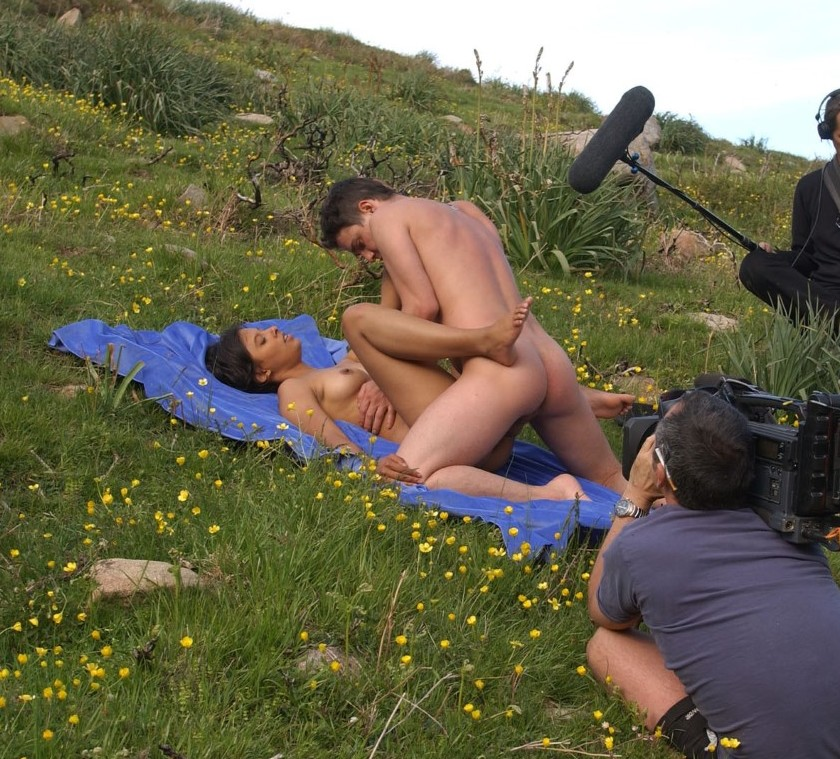
Photo de tournage du film Inkorrekt(e)s, de John B. Root, avec l'actrice Mahé et l'acteur Titof.

- 1999 : Le Principe de plaisir de John B. Root (JBR Média)
- 1999 : Machos de Fred Coppula (Blue One)
- 2000 : L'Emmerdeuse de Fred Coppula (Blue One)
- 2000 : XYZ de John B. Root (JBR Média)
- 2000 :  Orgie en noir, d'Ovidie (Marc Dorcel)
- 2000 : Elixir de John B. Root (JBR Média)
- 2001 : Projet X de Fred Coppula (Blue One)
- 2001 : Regarde-moi, de Francis Leroi (Colmax)
- 2001 : Ovidie mène l'enquête, de Patrice Cabanel (Alkrys)
- 2002 : Xperiment de John B. Root (JBR Média)
- 2003 : Le parfum du désir d'Angela Tiger (Marc Dorcel)
- 2003 : Inkorrekt(e)s, de John B. Root (JBR Média)
- 2003 : Ti'Touch - Passage à l'acte (également réalisateur) (JBR Média)
- 2008 : Ti'Touch 2, de Titof (également réalisateur) (JBR Média)
- 2009 : Montre-moi du rose !, de John B. Root (JBR Média)
- 2010 : Dis-moi que tu m'aimes de John B. Root, coproduction Canal+
- 2012 : Liberté sexuelle d'Ovidie (French Lover TV)
- 2012 : Mangez-moi !, de John B. Root (JBR Média)
- 2013 : Jeux vicieux, de Jack Tyler
- 2014 : Les Caresses de l'aube, de Jack Tyler
- 2015 : EquinoXe, de John B. Root (JBR Média)
- 2016 : Érection nationale, de Kris Bakelit (Jacquie et Michel)
- 2017 : Solstix, de John B. Root (JBR Média)

### Non pornographique
- 2000 : Baise-moi de Virginie Despentes et Coralie Trinh Thi
- 2001 : Le Pornographe de Bertrand Bonello

## Récompenses
- Il a reçu un prix à la cérémonie 2005 des Awards européens de Bruxelles (Belgique) en tant que « meilleure contribution au X gay »[6], et celui du meilleur acteur en 2003[5], ainsi que le hot d'or du meilleur espoir masculin en 2000[5].
- X Awards 2008 : meilleur acteur second rôle